# Peter Tlach
Peter Tlach (* 28. November 1924 in Zürich; † 12. September 2007; heimatberechtigt in St. Gallen) war ein Schweizer Betriebswirt und Hochschullehrer. 

## Leben
Peter Tlach studierte in an der Universität Bern, u. a. bei Alfred Walther, und schloss 1955 mit dem Diplom und 1958 mit dem Doktorat ab. 1960 wurde er in Bern habilitiert und 1963 zum ausserordentlichen sowie 1970 zum ordentlichen Professor für Betriebswirtschaftslehre berufen. 1972/73 war er Dekan der Rechts- und Wirtschaftswissenschaftlichen Fakultät. 1990 wurde Tlach emeritiert. Sein Nachfolger auf dem Lehrstuhl wurde Norbert Thom.
Sein Lehrfach war die der Mitarbeiterführung, die er geisteswissenschaftlich als Betrachtung des Verhaltens und Denkens von Menschen in Unternehmen interpretierte.